# Pod Hukvaldskou oborou
Pod hukvaldskou oborou je přírodní památka ev. č. 1333, která se nachází v okrese Frýdek-Místek severovýchodně od obce Kozlovice (část Měrkovice). Správa AOPK Ostrava.
Důvodem ochrany je lokalita pérovníku pštrosího v lužních porostech na březích říčky Ondřejnice.